# Hofanlage Hiddigwarder Straße 35
Die Hofanlage Hiddigwarder Straße 35 (auch Alte Dorfschule) in Berne-Hiddigwarden an der Ollen stammt aus dem 19. Jahrhundert.
Die Gebäude stehen unter Denkmalschutz (siehe auch Liste der Baudenkmale in Berne).

## Geschichte
Im Kern des Dorfes stehen sechs nebeneinanderliegende Hofanlagen. Diese Hofanlage mit altem Baumbestand besteht aus
- dem eingeschossigen giebelständigen massiven verklinkerten Wohn- und Wirtschaftsgebäude aus dem 19. Jahrhundert als Zweiständer-Hallenhaus mit reetgedecktem Krüppelwalmdach, Niedersachsengiebel mit Uhlenloch und der Grooten Door mit Korbbogen sowie mit Türrahmen in Sandstein, erhaltener Upkammer und Keller; das Gebäude wurde zwischenzeitig als Schule genutzt,[2]
- der eingeschossigen traufständigen Scheune aus der Mitte des 19. Jahrhunderts in Fachwerk in Ankerbalkenkonstruktion, mit Steinausfachungen sowie mit Walmdach, Niedersachsengiebel und Querdurchfahrt; zur Straße neuerer Anbau, heute als Wohnhaus genutzt[3]
- sowie weiteren nicht denkmalgeschützten Nebenanlagen.

Das Landesdenkmalamt befand: „… geschichtliche Bedeutung … als beispielhafte Gruppe von Hofanlagen mit Nebengebäuden und Heuerhäusern … .“